# Catocala jair
Catocala jair là một loài bướm đêm thuộc họ Erebidae. Nó được tìm thấy ở Pine Barrens của New Jersey, in the coastal plain ở Bladen County, North Carolina và ở miền bắc half của Florida.
Sải cánh dài 35–40 mm. Con trưởng thành bay từ tháng 5 đến tháng 6. Có thể có một lứa một năm.
Ấu trùng ăn Quercus.